# Maják Sõru
Horní maják Sõru (estonsky: Sõru ülemine tuletorn) stojí na jižním pobřeží ostrova Hiiumaa ve vesnici Sõru v obci Kõrgessaare v kraji Hiiumaa v Baltském moři v Estonsku. Je ve správě Estonského úřadu námořní dopravy (Veeteede Amet, EVA), kde je veden pod registračním číslem 702.
Spolu s dolním majákem číslo 701, který je 487 m daleko, tvoří dvojici náběžných majáků.

## Historie
Na počátku 20. století bylo nutné lépe zabezpečit plavbu lodí v mělkém průlivu Soela, který odděluje ostrovy Hiiumaa a Saaremaa. V roce 1906 byla zahájena výstavba plavebního kanálu, který byl dokončen před první světovou válkou. První dřevěná navigační značení měla výšku pět metrů u dolního a osm metrů u horního majáku. V roce 1925 bylo světlo dolního majáku ve výšce 10 m n. m. s dosvitem 10 nm. Horní maják byl ve vzdálenosti 469 m, měl výšku 16 m n. m. a dosvit 10 nm. V roce 1932 bylo vysíláno červené a zelené světlo.
Oba majáky, horní a dolní, byly postaveny v roce 1934. Betonová věž měla výšku 11 m u dolního a 16 m u horního. V majácích byly instalovány automatické acetylénové svítilny. U spodního majáku svítilna byla ve výšce 13 m n. m. s dosvitem 12 nm, u horního 19 m n. m. s dosvitem 12 nm. Horní maják byl vybaven sektorovým modulem (vysílal bílé, červené a zelené světlo).
Během druhé světové války byl v roce 1941 poškozen, ale záhy (1942) opraven. V roce 1961 byl dosvit snížen na 10 nm a v roce 1988 na 2 až 7 nm. Majáky zabezpečují navigaci lodí v úzkém plavebním koridoru mezi ostrovy Hiiumaa a Saaremaa.

## Popis
Válcová železobetonová věž je vysoká 16 metrů je ukončená ochozem a lucernou. Maják má spodní část bílou a horní třetina majáku je červená. Lucerna je vysoká 0,8 metry. V roce 1980 byly lampy převedeny na napájení elektrickým proudem z baterií. V roce 1990 byla v činnosti lampa EMS-200 (ЭMC–200). U dolního majáku EMS-210 (ЭMC–210).
V roce 2008 byl maják vybaven LED lampou a v roce 2015 byla lampa modernizována.

## Data
zdroj
- výška světla 18 m n. m.
- záblesky bílého, zeleného a červeného světla v intervalu 4 sekund

| Barva                    | zelená | bílá      | červená     | bílá       | bez světla | bílá        | bílá          | bílá      | Zdroj |
| Charakteristika 3+12=15s |        |           |             |            |            |             |               |           | [ 3 ] |
| Azimut                   | 3°–44° | 44°–74,5° | 74,5°–86,5° | 86,5°–133° | 133°–300°  | 300°–306,6° | 306,6°–314,6° | 314,6°–3° | [ 3 ] |
| Výseč                    | 41°    | 30,5°     | 12°         | 46,5°      | 167°       | 63°         | 63°           | 63°       | [ 3 ] |
| Dosvit nm]               | 6      | 6         | 6           | 6          | 0          | 6           | 6             | 6         | [ 3 ] |
| Svítivost [[cd]]         | 300    | 300       | 300         | 300        | 0          | 300         | 1400          | 300       | [ 3 ] |

označení
- Admiralty: C3721.1
- ARLHS: EST-053
- NGA: 12708
- EVA 702